# Vortigern
Vortigern ( Uurtigernus, 'hoge leider') was een legendarische Britse heerser uit de vijfde eeuw over wie niets met zekerheid is te zeggen.

## Legende
Volgens de legende kwam Vortigern aan de macht omstreeks het jaar 425 en liet hij een aantal jaren later in 428 heidense Saksische huurlingen onder leiding van Hengest en Horsa naar Groot-Brittannië komen om te helpen het land te beschermen tegen de Picten. Vortigern huwde Renwein (Ronwen, Rowena), Hengist's dochter. In die tijd kwamen Sint Germanus, bisschop van Auxerre en Lupus, bisschop van Troyes, naar Brittannië om te prediken en de invloed van Pelagius teniet te doen. Na hun overwinning op de Picten, bleven de Saksen in Engeland en lieten hun stamgenoten in grotere aantallen overkomen. Later kwamen ze in opstand en stichtte Hengest voor zichzelf het Koninkrijk Kent. Dit wordt beschouwd als het begin van de Angelsaksische invasie in Engeland.
Vortigern had drie zonen: Vortimer, Katigern en Paschent. Vortimer wordt tot koning gekozen om de Britten van de Saksen te bevrijden. Hij vecht vier grote veldslagen en lijkt aan de winnende hand. Dan wordt hij door zijn stiefmoeder Renwein vergiftigd. Vortigern wordt weer koning en Hengist keert terug met driehonderdduizend man. Op Mount Ambrius wordt de vrede tussen de Britten en Saksen gevierd. Maar dan geeft Hengist het afgesproken teken en slachten de Saksen de Britse baronnen en graven af. Vierhonderdzestig van hen laten het leven. Om het vege lijf te redden geeft Vortigern Londen, York, Lincoln en Winchester aan de Saksen. Hij trekt zich terug op Mount Eryri en wil er een toren bouwen. De jongen Merlin Ambrosius (Myrddin Emrys) verklaart waarom de bouw niet lukt: onder de fundamenten leven twee slangen, een rode (van de Saksen) en een witte (van Wales), die met elkaar strijd leveren. Merlin vertelt nog meer: Aurelius Ambrosius (Emrys Wledig) zal terugkomen uit Bretagne, samen met zijn jongere broer Uther Pendragon. Zij waren gevlucht toen Vortigern aan de macht kwam. Vortigern had er de hand in gehad dat hun vader Constantijn III en oudste broer Constans waren omgekomen. Bij hun aankomst wordt Aurelius Ambrosius direct tot koning der Britten gekozen. Vortigern trekt zich terug in het kasteel van Genoreu op de heuvel Cloartius in Wales. Vortigern komt om het leven als het kasteel in de as wordt gelegd. De toren op Mount Eryri werd door Aurelius Ambrosius overgenomen en heet daarom tegenwoordig Dinas Emrys.